# Nils Zeilon
Nils Olof Zeilon, född 13 juni 1886 Arboga stadsförsamling, Västmanlands län, död 12 april 1958 i Oscars församling, Stockholms stad, var en svensk matematiker och målare. 
Zeilon blev filosofie kandidat vid Stockholms högskola 1907, filosofie licentiat 1909, filosofie doktor 1914 på avhandlingen Sur les integrales fondamentales des equations a caracteristique reelle. Hans handledare var Ivar Fredholm. Han företog en vetenskaplig studieresa, även för målarstudier i Paris, 1912–26. Han blev vikarierande professor vid Uppsala universitet 1913, docent där 1914 och professor i matematik vid Lunds universitet 1926. 
Zeilon var förste assistent vid hydrografisk-biologiska kommittén 1910–11, ledamot 1930, och ledamot av Svenska nationalkommittén för astronomi. Han valdes in som ledamot av Kungliga Vetenskapsakademien 1935, av Fysiografiska sällskapet i Lund 1928 och av Vetenskaps- och vitterhetssamhället i Göteborg 1935.
Zeilon var verksam inom teorin för partiella differentialekvationer, på gränsområdet till den matematiska fysiken, där han bland mycket annat intresserade sig för hydrodynamiska problem. Han behandlade också ljusets utbredning i dubbelbrytande kristaller. Hans arbeten rörande fundamentallösningar till differentialoperatorer utvecklade Fredholms arbeten och kan ses som steg mot den moderna teorin som den formulerats av Petrovski, Atiyah-Bott-Gårding med flera. Zeilon intresserade sig emellertid mer för specifika resultat än för den allmänna teorin. 
Zeilon var en mångfacetterad kulturell begåvning, han var genommusikalisk, litteraturintresserad, konstälskare och själv verksam som fritidskonstnär. Han medverkade i utställningen Akademisk konst i Lund och i samlingsutställningar med Lunds konstnärsgille. Hans konst består av landskap figurer, seglare och porträtt utförda i olja eller  akvarell.
Nils Zeilon var son till rektorn Jakob Persson och Emmy Zeilon och från 1924 gift med Ingeborg Angelika Wilhelmina Bergman.